# Cultura Salado

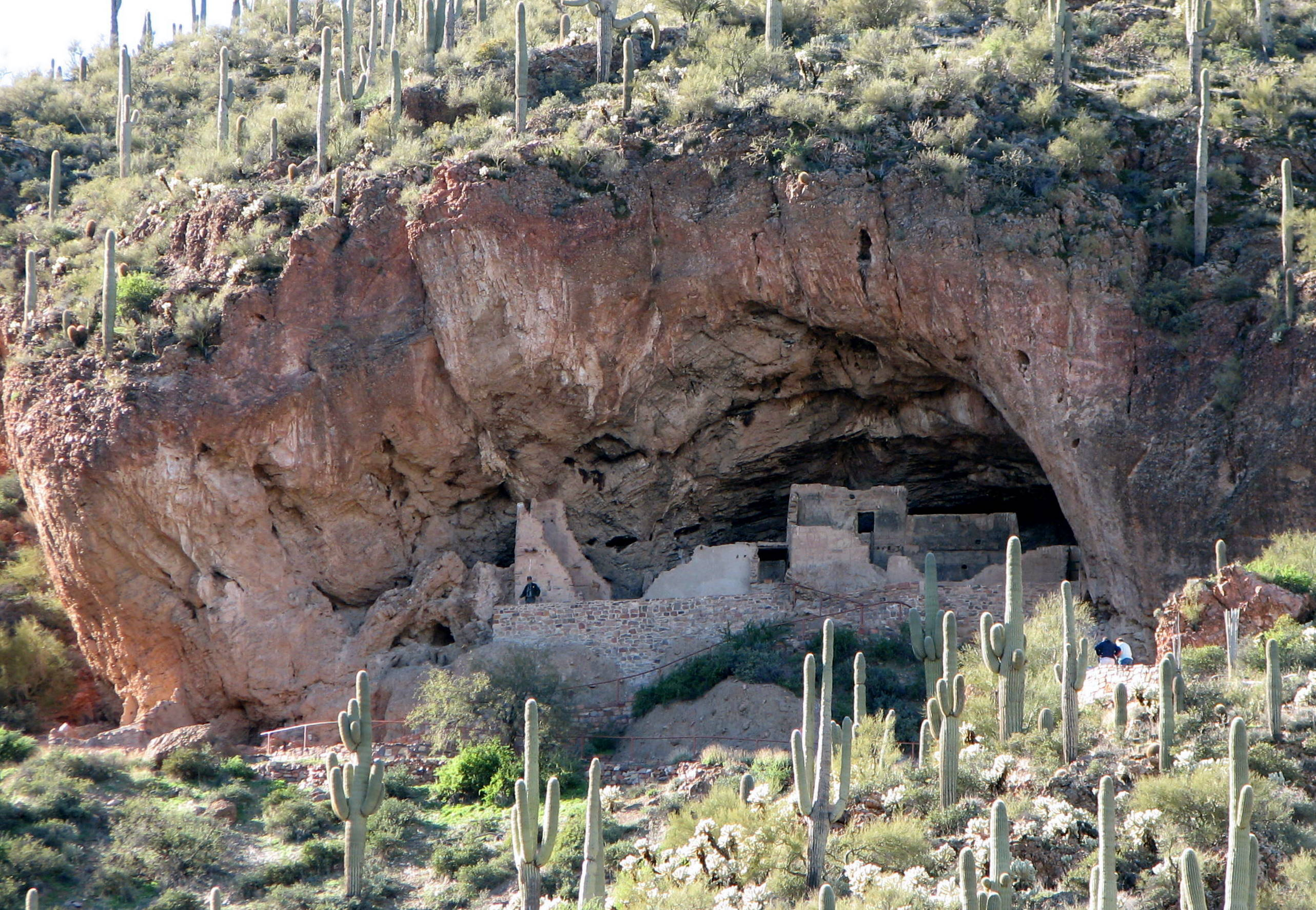
Vivienda de acantilado de la cultura Salado

La cultura Salado o el "Horizonte Salado", era una cultura humana que habitaba en la Cuenca Tonto en el sureste de Arizona a partir de aproximadamente 1150 CE hasta el fin del siglo XV.
Las características distintivas de los Salado incluyen la distintiva cerámica policromada Salado, las comunidades construidas dentro de paredes de adobe y el entierro de los muertos (en lugar de la cremación).
Mientras que las comunidades Salado del valle del río Salado han sido sumergidos por el lago Theodore Roosevelt, todavía quedan algunas viviendas localizadas en las caras de unos acantilados elevados.
La viviendas de acantilado del Monumento Nacional Tonto fueron construidas dentro de fisuras naturales en las colinas de limolita que rodean la Cuenca Tonto.
- Datos: Q4246663
- Multimedia: Salado culture / Q4246663